# (4806) Miho
(4806) Miho es un asteroide perteneciente al cinturón de asteroides, descubierto el 22 de diciembre de 1990 por Akira Natori y el también astrónomo Takeshi Urata desde la Estación Yakiimo, Shimizu-ku, Japón.

## Designación y nombre
Designado provisionalmente como 1990 YJ. Fue nombrado Miho en homenaje al barrio Miho no Matsubara de la ciudad japonesa de Shimizu a unos 3 km al este de la Estación de Yakiimo. Miho es conocida por su hermosa playa y arena blanca, pinos y su proximidad a Monte Fuji. Cuenta con topografía interesante por su arena-split, y es más conocido por la leyenda de los ángeles que se bañan y bailan en el cielo.

## Características orbitales
Miho está situado a una distancia media del Sol de 2,230 ua, pudiendo alejarse hasta 2,446 ua y acercarse hasta 2,013 ua. Su excentricidad es 0,096 y la inclinación orbital 5,247 grados. Emplea 1216 días en completar una órbita alrededor del Sol.

## Características físicas
La magnitud absoluta de Miho es 13,3. Tiene 5,687 km de diámetro y su albedo se estima en 0,261.